# الکسی شماروف
الکسی شماروف (روسی: Алексей Шемаров؛ زادهٔ ۱۶ سپتامبر ۱۹۸۲) کشتی‌گیر پیشین اهل بلاروس است که در دستهٔ فوق سنگین‌وزن کشتی آزاد رقابت می‌کرد. او قهرمان مسابقات قهرمانی کشتی جهان در سال ۲۰۱۱ و برندهٔ مدال نقره بازی‌های اروپایی ۲۰۱۵ است. شمارف همچنین در بازی‌های المپیک ۲۰۱۲ لندن نیز ملی‌پوش بلاروس بود که به مقام ششم رسید.
او برادر کوچکتر الکساندر شمارُف کشتی‌گیر دیگر بلاروس است.